# Bothriurus coriaceus
Espèce
Bothriurus coriaceus est une espèce de scorpions de la famille des Bothriuridae.

## Distribution
Cette espèce est endémique du Chili. Elle se rencontre dans les régions de Santiago, de Valparaíso, de Coquimbo et d'Atacama.

## Description
Le mâle holotype mesure 48 mm.
Le mâle décrit par Mattoni et Acosta en 2006 mesure 42,09 mm et la femelle 38,22 mm.

## Publication originale
- Pocock, 1893 : A contribution to the study of neotropical scorpions. Annals and Magazine of Natural History, sér. 6, vol. 12, no 68, p. 77-103 (texte intégral).